# Carea purpureoscripta
Carea purpureoscripta är en fjärilsart som beskrevs av Walker 1862. Carea purpureoscripta ingår i släktet Carea och familjen trågspinnare. Inga underarter finns listade i Catalogue of Life.